# SN 1997ei
SN 1997ei – supernowa typu Ic odkryta 23 grudnia 1997 roku w galaktyce NGC 3963. W momencie odkrycia miała maksymalną jasność 16,50m.